# Titularbistum Lebessus
Lebessus (ital.: Lebesso) ist ein Titularbistum der römisch-katholischen Kirche.
Es geht zurück auf ein früheres Bistum der antiken Stadt Idebessos in der kleinasiatischen Landschaft Lykien, deren Name in byzantinischen Bischofslisten in der korrupten Form Lebissos erschien. Das Bistum Idebessos gehörte der Kirchenprovinz Myra an.
| Titularbischöfe von Lebessus |                   |                                          |                 |                   |
| Nr.                          | Name              | Amt                                      | von             | bis               |
| 1                            | Giorgio Rossi CSI | Apostolischer Vikar von Napo (Ecuador)   | 23. Mai 1938    | 22. Januar 1941   |
| 2                            | Joseph Wendel     | Koadjutorbischof in Speyer (Deutschland) | 4. April 1941   | 20. Mai 1943      |
| 3                            | Paul-Louis Touzé  | Weihbischof in Paris (Frankreich)        | 22. Juni 1943   | 16. November 1960 |
| 4                            | Karmelo Zazinović | Weihbischof in Krk (Jugoslawien)         | 18. Januar 1961 | 16. Januar 1968   |